# Episodi di American Playhouse (ottava stagione)
L'ottava stagione della serie televisiva American Playhouse è stata trasmessa in anteprima negli Stati Uniti d'America tra il 1º febbraio 1989 e il 7 giugno 1989.
| nº | Titolo originale                 | Titolo italiano | Prima TV USA     | Prima TV Italia |
| -- | -------------------------------- | --------------- | ---------------- | --------------- |
| 1  | A Raisin in the Sun              |                 | 1º febbraio 1989 |                 |
| 2  | Ask Me Again                     |                 | 8 febbraio 1989  |                 |
| 3  | Stacking                         |                 | 15 febbraio 1989 |                 |
| 4  | My American Cousin               |                 | 20 febbraio 1989 |                 |
| 5  | Love and Other Sorrows           |                 | 1º marzo 1989    |                 |
| 6  | Stand and Deliver                |                 | 15 marzo 1989    |                 |
| 7  | The Silence at Bethany           |                 | 22 marzo 1989    |                 |
| 8  | Life Under Water                 |                 | 12 aprile 1989   |                 |
| 9  | The Diaries of Adam and Eve      |                 | 26 aprile 1989   |                 |
| 10 | The Meeting                      |                 | 3 maggio 1989    |                 |
| 11 | A Walk in the Woods              |                 | 10 maggio 1989   |                 |
| 12 | Big Time                         |                 | 17 maggio 1989   |                 |
| 13 | The Thin Blue Line               |                 | 24 maggio 1989   |                 |
| 14 | Ollie Hopnoodle's Haven of Bliss |                 | 31 maggio 1989   |                 |
| 15 | Imagining America                |                 | 7 giugno 1989    |                 |